# Museo Municipal de Bellas Artes Lucas Braulio Areco-Palacio del Mate
El Museo Municipal de Artes "Palacio del Mate" ―también conocido como Palacio del Mate, Museo Municipal de Bellas Artes o Museo Municipal de Bellas Artes Lucas Braulio Areco― es un museo situado en la ciudad de Posadas, en Argentina. Fue inaugurado el 18 de octubre de 1952.

## Ubicación
Se encuentra ubicado en la intersección de las calles Rivadavia y Bolívar, dentro de Las Cuatro Avenidas, en pleno centro de la ciudad y se conecta con el Paseo Bosetti, una vía de exclusivo uso peatonal, entre la Calle Bolívar y la Calle Buenos Aires en sentido norte a oeste, asimismo en sus dos extremidades se encuentran estaciones de ómnibus y taxis. Es considerada un paseo cultural de referencia más activo del centro de la ciudad.

## Estructura
El museo tiene una estructura superficial en el cual se pueden observar los restos de cómo era Posadas cuando era un pequeño pueblo. También se conservan restos de la calzada de la época colonial. 

## Exposiciones
El museo cuenta con varios dioramas y fotografías que ilustran la evolución histórica de la hoy ciudad y el área circundante. Hay cuadros y esculturas de artistas locales, y objetos antiguos. 
El salón mayor del Palacio del Mate cuenta con los murales restaurados del artista René Brusau.
El mural ubicado en el primer piso del palacio del mate representa los hacheros (trabajadores musculosos dedicados a la tala de árboles manualmente).
La pintura remonta a la época de los jesuitas y los cultivadores y cosechadores de yerba mate. Entre ellos peones, hacheros, mujeres cuidadoras de niños, amas de casa, cocineras, aldeas. Acompañado de la mitología guaraní de "él pombero"

## Historia
El museo ocupa una vieja casa que fue declarada Monumento Histórico Provincial. Anteriormente comenzó a funcionar el 9 de julio de 1948 en el Salón de la Escuela Nacional de Comercio de Posadas. El 17 de agosto de 1988 se instaló definitivamente en la planta baja del Palacio del Mate, que había sido inaugurado el 18 de octubre de 1952 como «bastión de la cultura popular».
Su primer director fue Roberto Burgos Terán. En sus primeros años, en el Palacio del Mate se llevaron a cabo peñas folclóricas, reuniones de músicos, escritores y artistas, además de prácticas y muestras de danzas folclóricas o instrumentos musicales. Incluso tenía una biblioteca.
En 1955, tras la Revolución Libertadora, el gobierno de facto convirtió el edificio en oficinas de Turismo. En 1964, en otro golpe de Estado, fue convertido en las oficinas de Obras Públicas de la provincia. A principios de los años 1980, durante el Proceso de Reorganización Nacional, funcionó como sede del Tribunal de Faltas Municipal. En 1988 volvió a sus funciones de museo y sitio cultural.
En 2010 se comenzaron las obras de recuperación de murales en el edificio.

## Colecciones
Posee una pinacoteca con más de 90 cuadros de Francisco López Grela, Deleón Untroid, Jorge Ludueña, Elio Gagliardi, Rebeca Guitelzon y artistas plásticos de la región como Areu Crespo, Lucas Braulio Areco, Juan Carlos Solís, Ramón Ayala, Marcos Otaño, Floriano «Mandové» Pedrozo, Janine Meyer, López Grela, Antonio Smener, José Luis Menghi y otros. También hay una colección de grabados de Pérez Celis, Aída Carballo, Pompeyo Audivert, Osvaldo Jalil, entre otros.

## Divisiones
El museo que incluye el Palacio del Mate está dividido en:
- Sala Juan De Dios Mena
- Sala Juan Carlos Solís
- Galería Lucas Braulio Areco y
- Pinacoteca Marcos Otaño.[8]

Tres de las salas son de exposición permanente.

## Turismo
Este museo forma parte de la Región del Sur es una subregión turística de la provincia de Misiones, Argentina.
Está integrada por los departamentos de Apóstoles, Capital, Candelaria, San Ignacio, Concepción y San Javier.

## Encuentros de la SADEM
El Palacio del Mate es el lugar de reuniones de la filial Misiones de Sociedad Argentina de Escritores, dirigida por Aníbal Silvero y Esteban Abad.